# Eduardo García Berges
Eduardo García Berges (Zaragoza, 2 de septiembre de 1852-Madrid, 18 de marzo de 1923) fue un tenor español.

## Biografía
Nacido el 2 de septiembre de 1852 en Zaragoza, habría pretendido estudiar la carrera de arquitectura. Habría debutado en 1875 en La Habana con la obra Campanone. Fue un tenor de gran voz y categoría. En 1876 viajó a Cuba para representar en el Teatro Albisu la obra La vuelta al mundo de Barbieri. Tras volver y triunfar en Andalucía con obras de repertorio como Campanone cantó en el Teatro de la Zarzuela y el Teatro Apolo de Madrid alternándose en ambos en la década de 1880. 
En 1909 recibió un homenaje del público y de todos sus compañeros en el Teatro de la Zarzuela. Llevaba años alejado de la escena, pasando penurias y trabajando en un puesto que le habían ofrecido en el Ayuntamiento de Madrid. Berges cantó algunos números de su repertorio, con el mismo éxito que siempre y recibió aplausos entusiastas y cariñosos. La empresa y sus compañeros le entregaron el importe íntegro de la taquilla como pequeña ayuda económica. El acto fue emotivo y sus compañeros subieron al escenario para acompañarlo mientras recibía los aplausos.
Algunos roles de zarzuela estrenados por Eduardo García Berges fueron:
- La tempestad de Chapí (1882).
- San Franco de Sena de Arrieta (1883).
- El milagro de la Virgen de Chapí (1884).
- La bruja de Chapí (1887).
- El rey que rabió de Chapí (1891).